# Kaffeesiederball
Der Wiener Kaffeesiederball (oft kurz Kaffeesiederball) ist ein Tanzball der Wiener Ballsaison.
Der Ball wird seit dem Jahr 1957 jährlich in der Faschingszeit in der Wiener Hofburg vom Klub der Wiener Kaffeehausbesitzer veranstaltet und ist dementsprechend eng mit der Wiener Kaffeehaustradition verbunden. Bei voller Ausnutzung der räumlichen Kapazitäten der Wiener Hofburg zählt der Ball bis zu 5500 Gäste. Zu den regelmäßigen Gästen zählen Politiker, Schauspieler, Künstler, Literaten, Kulturschaffende sowie Unternehmer aus dem In- und Ausland.

## Geschichte und Programm
Der erste Wiener Kaffeesiederball fand am 22. Februar 1957 unter dem damaligen Klubobmann der Wiener Kaffeehausbesitzer, Ernst Weidinger statt. Im Laufe der Jahre etablierte sich der Wiener Kaffeesiederball als Teil der Wiener Ballsaison. Der Ball wird seit dem Jahr 2017 von Ballorganisatorin Anna Karnitscher, der Tochter des Ballbegründers Ernst Weidinger und Eigentümerin des gleichnamigen Café Weidinger organisiert. Für die künstlerische Leitung des Balls zeichnet seit 2003 (mit Unterbrechung von 2011 bis 2014) der Kostüm- und Bühnenbildner Christof Cremer verantwortlich. Der Ball wird seit der Gründung vom Klub der Wiener Kaffeehausbesitzer organisiert.
2021 und 2022 konnten die Wiener Kaffeesiederbälle aufgrund der COVID-19-Pandemie nicht veranstaltet werden. Auch ein für 2022 geplanter Sommerball fand nicht statt.

## Ablauf
Die Wiener Hofburg öffnet üblicherweise gegen 19:30 Uhr für alle Ballgäste ihre Türen und der offizielle Einlass beginnt. Es gilt die klassische Ballgarderobe, also ein bodenlanges Abendkleid oder eine Ballrobe und für die Herren Frack, Smoking oder Gala-Uniform mit Mascherl.

### Eröffnung
Der offizielle Teil des Programms beginnt um 21 Uhr mit der festlichen Eröffnung. Nach dem Einzug der Ehrengäste sowie des Jungdamen- und Jungherrenkomitees beginnt die festliche Ansprache und Begrüßung durch das Ballkomitee. Im Anschluss daran wird allen Ballgästen eine Gesangseinlage und eine Balletteinlage von etablierten Künstlern dargeboten. Den Abschluss der Eröffnung bildet ein Walzer der Wiener Walzer Formation sowie die Eröffnung durch das Jungdamen- und Jungherrenkomitee. Traditionellerweise eröffnen den Wiener Kaffeesiederball Tänzer der Tanzschule Elmayer. Alle Tanzflächen in der Wiener Hofburg werden nach diesem traditionellen Linkswalzer mit den Worten „Alles Walzer“ durch Thomas Schäfer-Elmayer für die Ballgäste zum Tanzen freigegeben. Die gesamte Eröffnung sowie andere Programmpunkte am Ballabend werden auf die Bildschirme in den anderen Sälen der Hofburg Live übertragen.

### Mitternachtseinlage
Die Mitternachtseinlage stellt den Höhepunkt eines jeden Ballabends dar. Zu den Künstlern der Mitternachtseinlage zählten bereits die deutsche Popsängerin Nena, der deutsche Jazztrompeter Till Brönner, die Burgtheater-Schauspielerinnen Sona MacDonald und Maria Bill, die österreichische Musikerin und Schauspielerin Tini Kainrath, der italienische Sänger Peppino di Capri oder der mexikanische Sänger Francisco Araiza.

### Publikumsquadrille
Traditionellerweise findet die erste Mitternachtsquadrille direkt im Anschluss an die Mitternachtseinlage statt. Diese Quadrille wird als Publikumsquadrille durchgeführt und die jeweiligen Tanzschritte von Thomas Schäfer-Elmayer für alle Ballgäste angesagt. Die Quadrille ist ein aus Frankreich stammender Kontratanz, der mit einem Galopp endet. Es wird getanzt zur Musik der Fledermaus-Quadrille (op. 363) von Johann Strauss (Sohn).

### 1-Uhr-Einlage
Je nach Auslastung des Kaffeesiederballs wird Ballgästen in anderen größeren Sälen der Hofburg eine zusätzliche Gesangseinlage dargeboten. Diese  findet meist im großen Redoutensaal statt, dem zweitgrößten Saal der Wiener Hofburg. Bei der 1-Uhr-Einlage singen größtenteils junge Opernsänger ausgewählte Arien oder Duette passend zum Ballmotto. So sang die junge Sopranistin Hila Fahima gemeinsam mit Bariton Rafael Fingerlos Bravourarien und Duette aus der Opern- und Operettenliteratur sowie Songs der 1950er Jahre auf dem 60. Jubiläumsball.

### Abschluss
Der Ball endet um ca. 4:30 Uhr mit dem Empfang der Damenspende am Ausgang. Die Damenspende am Kaffeesiederball enthält üblicherweise ein limitiertes Espressotässchen und vielerlei Nützliches rund um das Kaffeehaus. Zahlreiche Ballgäste nutzen noch am selben Morgen die umliegenden Wiener Kaffeehäuser für ein traditionelles Ballfrühstück, da viele Kaffeehäuser in der Innenstadt aufgrund des Kaffeesiederballs durchgehend geöffnet haben, so zum Beispiel das Café Landtmann an der Wiener Ringstraße.

## Sonstiges
Der Wiener Kaffeesiederball ist einer der wenigen Hofburg-Bälle, der jedes Jahr auch das Dachfoyer der Wiener Hofburg nutzt.